# Јован Шарић
Јован Шарић (Скрадин, 4. децембар 1836 — Буковић код Бенковца, 28. новембар 1905) био је православни свештеник и писац.

## Биографија
Син Константина (Које) и Дмитре Личина, Јован је клерикалну школу завршио је у Задру 1863. године. У овој школи, поред обавезних грчког, латинског и немачког, учио је и италијански и руски језик. По завршеној школи одмах је прешао у Београд. Не добивши одмах свештенички посао радио је као учитељ у Рипњу. Десет година касније добио је парохију у Брестовцу код Неготина и тиме остварио жељу да ради као свештеник. После тога службовао је у више места Србије, Црне Горе и родне Далмације. Уз редовни свештенички посао Шарић се веома активно бавио проблемима животних услова сталежа којем је и сам припадао, свештеника. Веома успјешно се бавио новинарством пишући бројне чланке о разним темама. Сарађивао је у листовима Световид, Србија, Будућност, Српски лист (Задар), Јединство и другим. Истакнут културни делатник оснивао је у местима службовања читаонице, позоришне дружине (на пример у Свилајнцу).
Између осталих, овај стваралац покреће и први локални лист изван Београда, у тадашњој Србији, у Свилајнцу 1871. године - „Ресавски поштоноша”, у коме је био и главни уредник.
Кроз своје радове, између осталог, одсликавао је српске владаре, народне јунаке и легендарне личности, третирао животне теме и друго. Објавио је књиге: Дјела славних људи (Београд, 1868), Народни пријатељ или мали ревизор наших сврха (Задар, 1875), Бока Которска (Нови Сад, 1882), Двије посланице (Београд, 1894), Стогодишњица пада Републике Млетачке (Задар, 1898). Као свештеник пензионисан је у Церању код Бенковца.
Често у неспоразуму са црквеним властима за свој рад није добивао никаква признања. Штавише, пензионисан је с одлучношћу црквених власти да се силом одстрани из парохије Церањске. У таквој ситуацији из Церања је прешао у Радучић код Книна, код сина Миленка тамошњег учитеља. Преминуо је у 69. години живота.
О његовом животу је његов пра-унук, Марко Бабац објавио књигу под називом: Јован Шарић (1836-1905): свештеник, књижевник и пјесник на Приморју, 1986. године.

## Породица
| име                         | слика | век                            | занимање                                                                                              |
| --------------------------- | ----- | ------------------------------ | --- |
| Павле Бабац (унук)          |       | 29. јул 1906 — 27. јануар 1980 | официр Југословенске војске,                                                                          |
| Марко Бабац (пра-унук)      |       | 9. март 1935 —12. јул 2014     | теоретичар филма и режисер,                                                                           |
| мр Душан Бабац (чукун-унук) |       | 8. септембар 1969.             | магистар геолошких наука, хералдичар, публициста, члан крунског већа и директор фонда Краљевски двор. |